# Eclissi solare del 25 febbraio 1952
L'eclissi solare del 25 febbraio 1952 è un evento astronomico che ha avuto luogo il suddetto giorno attorno alle ore 9.11 UTC. L'eclissi, di tipo totale, è stata visibile in alcune parti dell'Europa, dell'Africa (Gabon, Repubblica Centrafricana e Sudan), dell'Asia (Arabia Saudita, Kazakistan, Iran, Iraq, Turkmenistan e Uzbekistan) e della Russia; Il punto di massima totalità è stato nel Nord Sudan nella capitale Khartoum.
La durata della fase massima dell'eclissi è stata di 3 minuti e 9 secondi e l'ombra lunare sulla superficie terrestre raggiunse una larghezza di 138 km.
L'eclissi del 25 febbraio 1952 è stata la prima eclissi solare nel 1952 e la 120ª nel XX secolo. La precedente eclissi solare si è verificata il 1º settembre 1951, la seguente il 20 agosto 1952

## Osservazioni
All'evento, molto atteso, si prepararono diversi gruppi di studio da gennaio 1952. Astronomi di molti paesi si sono successivamente recati a Khartoum, la capitale del Sudan britannico ed egiziano. Un gruppo di osservazione del US Naval Research Laboratory ha condotto una serie di studi locali sulla radioastronomia, la spettroscopia, la luminosità della corona solare e osservazioni spettrali concernenti il bordo della superficie solare. Squadre di osservatori dell'High Altitude Observatory (HAO) facenti capo all'Harvard University e alla Università del Colorado hanno effettuato analisi spettrali dell'atomo di idrogeno facenti riferimento alla Serie di Balmer.
L'astronomo francese Bernard Lyot, a cui si deve l'invenzione del coronografo e del Filtro di Lyot, appositamente studiati per le osservazioni solari ed in grado di osservare costantemente la corona senza necessitare di un'eclissi totale di sole, morì a seguito di complicanze cardiache quando si trovava a Il Cairo per studiare l'evento.

## Eclissi correlate

### Eclissi solari 1950 - 1953
Questa eclissi è un membro di una serie semestrale. Un'eclissi in una serie semestrale di eclissi solari si ripete approssimativamente ogni 177 giorni e 4 ore (un semestre) in nodi alternati dell'orbita della Luna.

### Ciclo di Saros 139
L'evento fa parte della serie di Saros 139, che si ripete ogni 18 anni, 11 giorni, 8 ore, comprendente 71 eventi. La serie è iniziata con l'eclissi solare parziale il 17 maggio 1501. Contiene eclissi ibride dall'11 agosto 1627 al 9 dicembre 1825 ed eclissi totali dal 21 dicembre 1843 al 26 marzo 2601. La serie termina al membro 71 con un'eclissi parziale il 3 luglio 2763. Tutte le eclissi di questa serie si verificano nel nodo ascendente della Luna.